# Tarcza ostrzegawcza

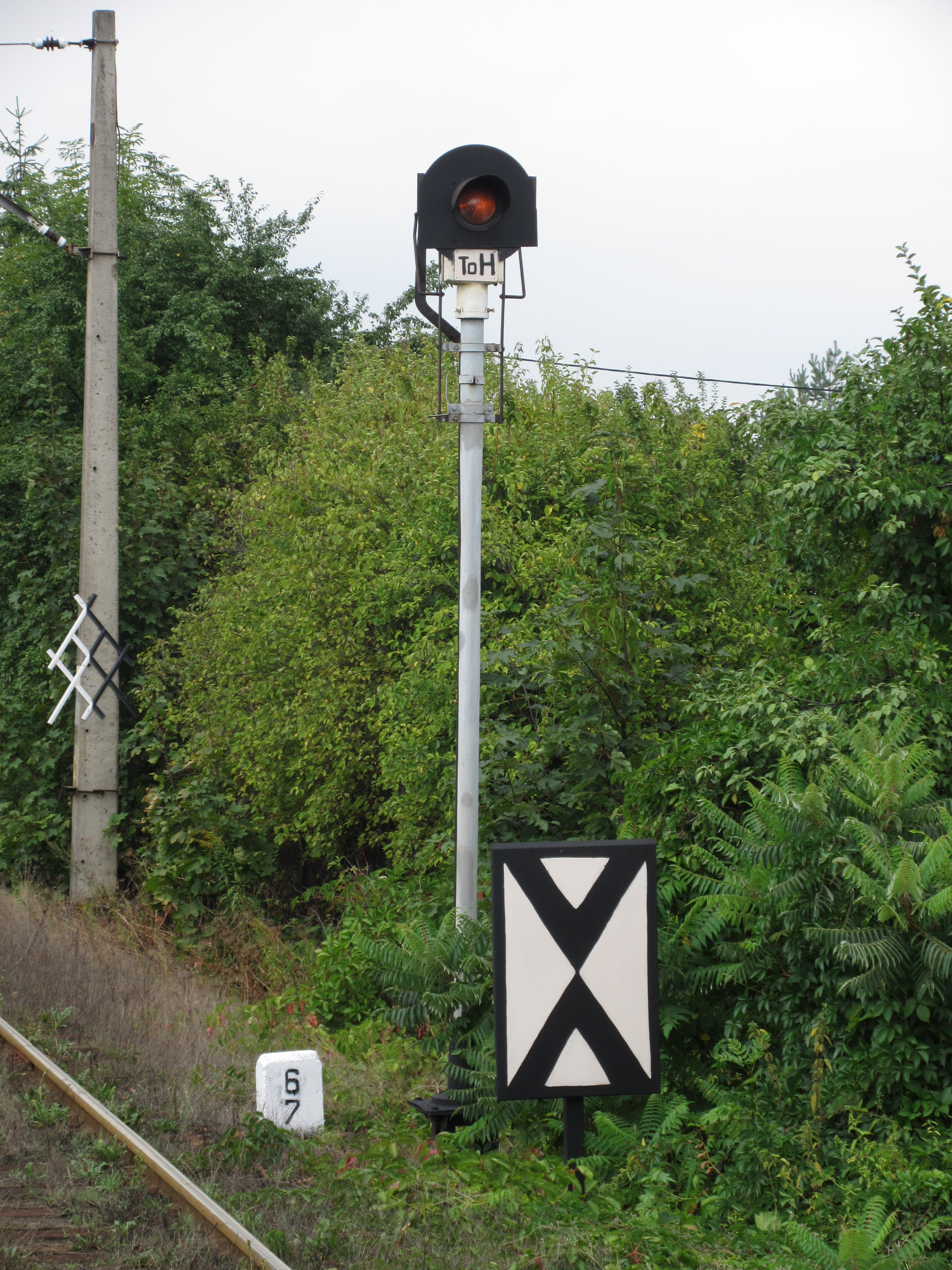
Jednokomorowa tarcza ostrzegawcza semafora wjazdowego stacji Ustroń, przed tarczą wskaźnik W1

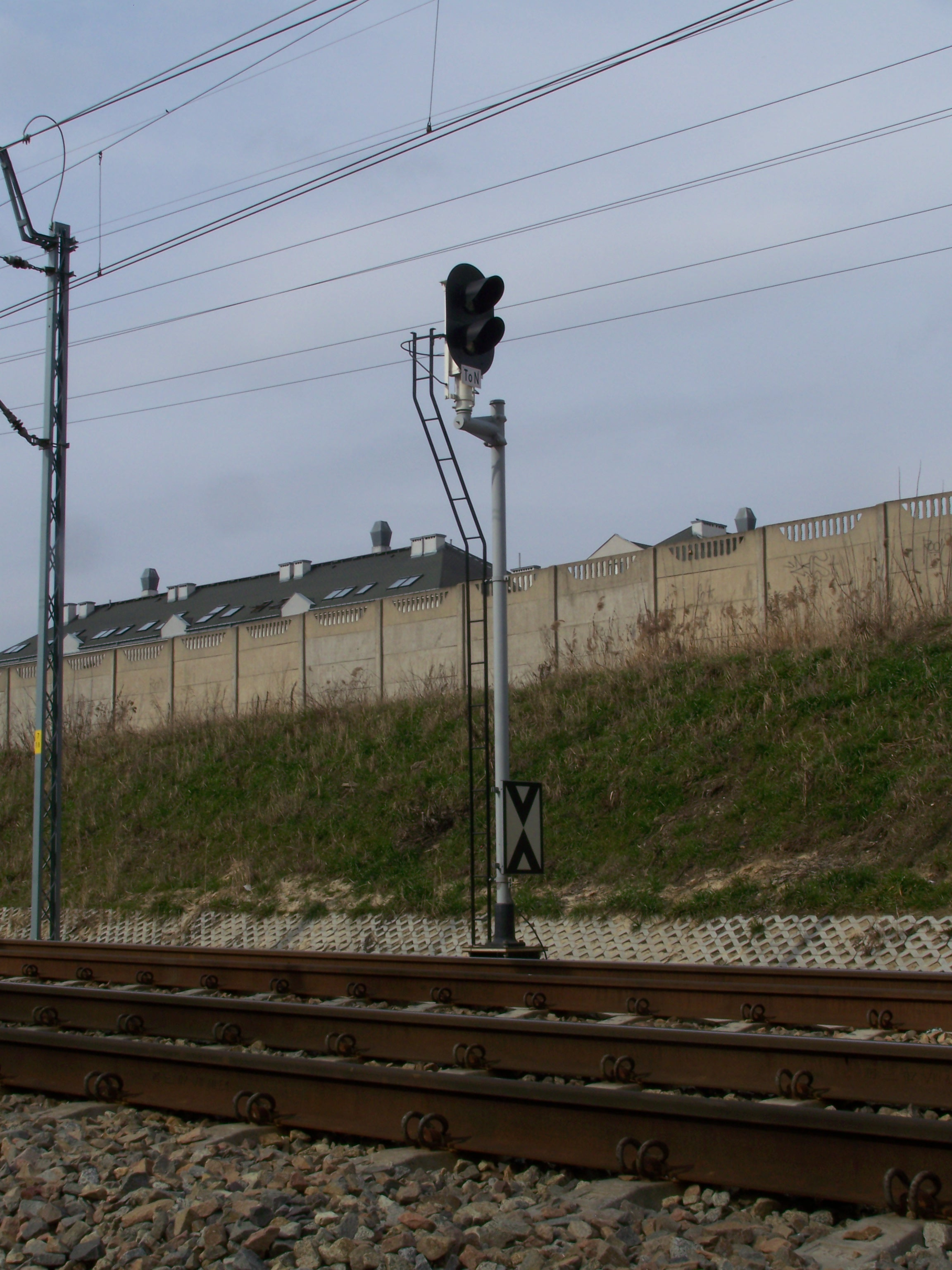
Dwukomorowa tarcza ostrzegawcza semafora wjazdowego posterunku odgałęźnego Warszawa Aleje Jerozolimskie

Wskaźnik usytuowania W 1

Tarcza ostrzegawcza – urządzenie sygnalizacyjne stosowane w ruchu kolejowym do informowania maszynisty o sygnale wyświetlanym na zbliżającym się semaforze i umożliwiająca dostosowanie prędkości tak, by w wypadku nakazu zatrzymania bądź ograniczenia prędkości można było to uczynić przed minięciem semafora. 

## W Polsce
W miejscu ustawienia tarczy ostrzegawczej (dowolnego typu) umieszcza się wskaźnik W 1.

### Tarcze kształtowe
Tarcze ostrzegawcze kształtowe są urządzeniami mechanicznymi zaopatrzonymi w blaszaną tarczę o ustalonym kolorze i kształcie, która odchylając się pokazuje określony sygnał. Umieszczane są przed semaforami kształtowymi. Tarcza dla zapewnienia widoczności w nocy jest wyposażona w kolorowe latarnie. Istnieją trzy rodzaje tarcz ostrzegawczych kształtowych:
- Nieruchome, w postaci okrągłej pomarańczowej tarczy z czarnym pierścieniem i białą obwódką. Tarcza taka informuje jedynie o samym istnieniu semafora w odległości drogi hamowania.
- Dwustawne, w których tarcza ma możliwość odchylania w osi poziomej. Tarcza dwustawna informuje o tym, czy semafor zezwala na jazdę czy nie, nie precyzując jednak czy nastąpi ograniczenie prędkości.
- Trzystawne, oprócz odchylnej tarczy mają dodatkowy element w formie obrotowej strzały. Takie tarcze informują, który z trzech sygnałów wskazuje poprzedzany semafor kształtowy.

| Sygnały na nieruchomych kształtowych tarczach ostrzegawczych (dzienne i nocne) |
| ------------------------------------------------------------------------------ |
| On W odległości drogi hamowania znajduje się semafor.                          |

| Sygnały na dwustawnych kształtowych tarczach ostrzegawczych (dzienne i nocne) | Sygnały na dwustawnych kształtowych tarczach ostrzegawczych (dzienne i nocne) |
| ----------------------------------------------------------------------------- | ----------------------------------------------------------------------------- |
| Od 1 Semafor wskazuje sygnał Stój.                                            | Od 2 Semafor wskazuje sygnał zezwalający na jazdę.                            |

| Sygnały na trzystawnych kształtowych tarczach ostrzegawczych (dzienne i nocne) | Sygnały na trzystawnych kształtowych tarczach ostrzegawczych (dzienne i nocne) | Sygnały na trzystawnych kształtowych tarczach ostrzegawczych (dzienne i nocne) |
| ------------------------------------------------------------------------------ | ------------------------------------------------------------------------------ | ------------------------------------------------------------------------------ |
| Ot 1 Semafor wskazuje sygnał Stój.                                             | Ot 2 Semafor wskazuje sygnał Wolna droga.                                      | Ot 3 Semafor wskazuje sygnał Wolna droga ze zmniejszoną szybkością.            |

### Tarcze świetlne

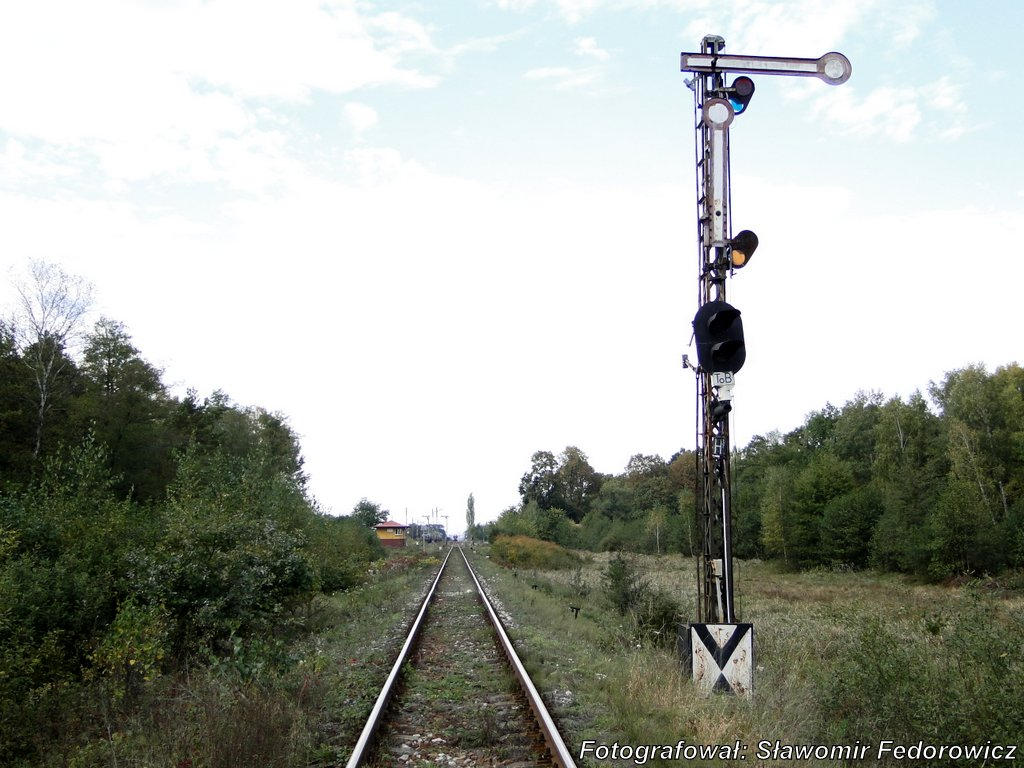
Jeśli semafor kształtowy wskazuje sygnał Sr 1 „Stój” to tarcza ostrzegawcza pozostaje wygaszona

Tarcze ostrzegawcze świetlne wyglądają podobnie jak semafory, ale posiadają słupy pomalowane na szaro, na których znajduje się oprawa z dwiema latarniami w jednym pionie – jedna ze szkłem pomarańczowym i jedna ze szkłem zielonym albo umieszczona jest oprawa z tylko jedną latarnią ze szkłem pomarańczowym (w takim wypadku tarcza może wskazać jedynie sygnały Os1 i Os4). Bywają umieszczane zarówno przed semaforami świetlnymi, jak i kształtowymi. Jeśli tarcza znajduje się przy semaforze kształtowym wskazującym sygnał Sr 1 „Stój” to pozostaje wygaszona. Do odwołania stosowany jest wariant sygnału Os3 „Semafor wskazuje sygnał wjazd ze zmniejszoną prędkością, następny semafor wskazuje sygnał stój lub Semafor wskazuje sygnał wjazd ze zmniejszoną prędkością, następny semafor wskazuje sygnał zezwalający na jazdę”.
Stosuje się je przed semaforami wjazdowymi na posterunki ruchu przy wjeździe ze szlaku niewyposażonego w samoczynną blokadę liniową, bądź przed semaforami półsamoczynnymi na posterunkach odstępowych.
Na szlakach wyposażonych w SBL rolę tarczy ostrzegawczej spełnia ostatni semafor blokady samoczynnej, oznaczony w tym wypadku wskaźnikiem W 18 (charakterystyczną tarczą).
| Sygnały na świetlnych tarczach ostrzegawczych | Sygnały na świetlnych tarczach ostrzegawczych                                       | Sygnały na świetlnych tarczach ostrzegawczych                                          | Sygnały na świetlnych tarczach ostrzegawczych                                                     |
| --------------------------------------------- | ----------------------------------------------------------------------------------- | -------------------------------------------------------------------------------------- | ------------------------------------------------------------------------------------------------- |
| Os 1 Semafor wskazuje sygnał Stój             | Os 2 Semafor wskazuje sygnał zezwalający na jazdę z największą dozwoloną prędkością | Os 3 Semafor wskazuje sygnał zezwalający na jazdę z prędkością ograniczoną do 100 km/h | Os 4 Semafor wskazuje sygnał zezwalający na jazdę z prędkością ograniczoną do 40 km/h lub 60 km/h |

| Sygnały na tarczach ostrzegawczych świetlnych stosowane do odwołania | Sygnały na tarczach ostrzegawczych świetlnych stosowane do odwołania |
| -------------------------------------------------------------------- | --- |
| Os3                                                                  | Semafor wskazuje sygnał wjazd ze zmniejszoną prędkością, następny semafor wskazuje sygnał stój lub Semafor wskazuje sygnał wjazd ze zmniejszoną prędkością, następny semafor wskazuje sygnał zezwalający na jazdę |

### Tarcze przejazdowe

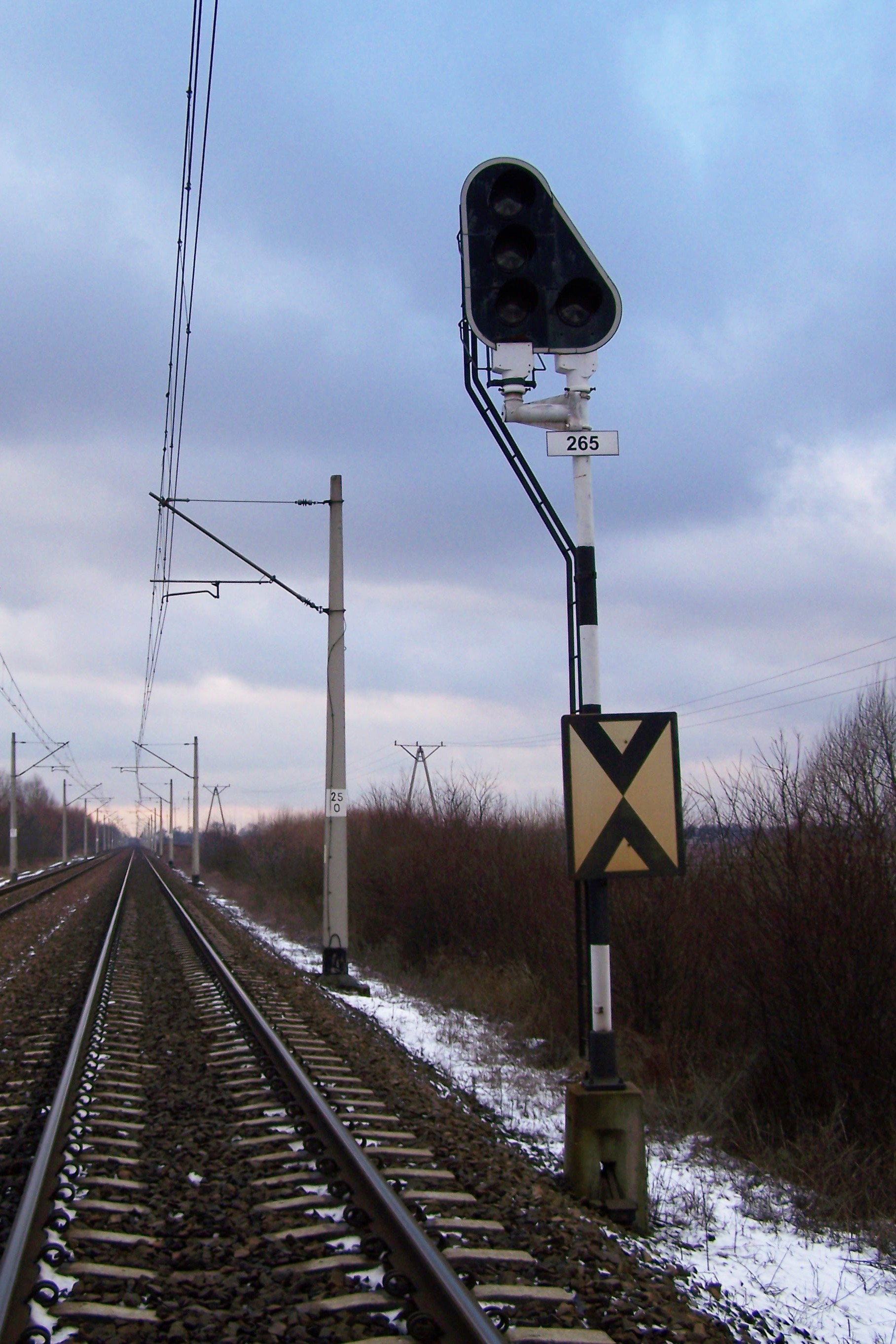
Wygaszona tarcza ostrzegawcza przejazdowa

Szczególnym rodzajem tarcz, stosowanym w innym celu niż wyżej wymienione, są tarcze ostrzegawcze przejazdowe, które informują maszynistę o działaniu bądź awarii urządzeń samoczynnej sygnalizacji na przejeździe kolejowo-drogowym. Tarcze takie mają słupy malowane w czarno-białe pasy, na których znajduje się oprawa z dwiema lampami mogącymi świecić światłem białym w pionie oraz, pod nimi, dwiema lampami mogącymi świecić światłem pomarańczowym w linii poziomej. W stanie zasadniczym, kiedy do przejazdu, do którego tarcza się odnosi nie zbliża się pociąg, sygnalizator pozostaje nieoświetlony. W przypadku, gdy tarcza ostrzegawcza przejazdowa pozostaje wygaszona, maszynista ma obowiązek zachować szczególną ostrożność i zwolnić do 20 km/h. Należy utrzymać tę prędkość aż do minięcia przejazdu przez czoło pojazdu trakcyjnego.
| Sygnały na tarczach ostrzegawczych przejazdowych                                                                       | Sygnały na tarczach ostrzegawczych przejazdowych                                                                  |
| --- | --- |
| Osp 1 Urządzenia sygnalizacyjne na przejeździe są niesprawne, jazda przez przejazd z prędkością ograniczoną do 20 km/h | Osp 2 Urządzenia sygnalizacyjne na przejeździe są sprawne, jazda przez przejazd z największą dozwoloną prędkością |